# Zerotracer
Zerotracer là một chiếc xe điện được dùng để dự giải đua vòng quanh thế giới Zero Emissions Race (cuộc đua không khí thải) vào năm 2010-2011. Xe có hai chỗ ngồi trong một buồng lái khép kín trong khi bánh lái của nó giống như một chiếc xe máy. Cuộc đua bắt đầu dưới sự bảo trợ của UNEP vào ngày 16 tháng 8 năm 2010 và kết thúc vào ngày 24 tháng 2 năm 2011 ở phía trước cửa Cung các Quốc gia tại Genève, hoàn thành chuyến hành trình dài 80 ngày hiển nhiên là lấy cảm hứng từ cuốn tiểu thuyết của Jules Verne. Chỉ có ba chiếc xe là hoàn thành cuộc đua và Zerotracer đã giành chiến thắng cuộc đua nhờ đạt điểm số cao nhất.

## Lộ trình vòng đua
Genève - Bruxelles - Berlin - Kiev - Moskva - Chelyabinsk - Almaty - Ürümqi - Thượng Hải - Vancouver - Bờ Tây Hoa Kỳ - Hội nghị biến đổi khí hậu Hoa Kỳ 2010 ở Cancún - Casablanca - Genève.

## Hiệu suất và phát triển
Zerotracer bao phủ các tuyến đường từ Genève đến Thượng Hải mà không bị gián đoạn do sự cố kỹ thuật. Đây là mẫu concept được phát triển đầy đủ bắt nguồn từ chiếc Monotracer, một mẫu concept gần giống nhau như sử dụng một động cơ xăng. Nhà sản xuất Designwerk đã định giá thành sản phẩm của chiếc xe.